# Shen Yazhi
Pour les articles homonymes, voir Shen Yazhi.
Shen Yazhi (chinois : 沈亚之 ; chinois traditionnel : 沈亞之 ; pinyin : Shěn Yàzhī ; Wade : Shen Yachih), nom de courtoisie était Xiaxian, est un fonctionnaire, un écrivain et un poète célèbre sous la dynastie dynastie Tang. Il est originaire de Wuxing (actuelle Huzhou Zhejiang). Il occupe plusieurs postes dans l’administration impériale, notamment secrétaire du ministère des Écritures, magistrat de Liyang et juge. Il meurt dans son poste à Yingzhou.
Il excelle en poésie, en prose et en récits légendaires. Élève de Han Yu, il  est très estimé pour son talent littéraire.

## Biographie
Shen Yazhi (781-832) naît à Wuxing. Issu d’une famille de lettrés, très jeune, il se passionne pour la lecture. Sa famille étant pauvre et ne pouvant subvenir à ses besoins, il se rend à Chang'an, pour étudier sous la direction du poète célèbre Han Yu. Il se lie d’amitié avec Li He. Il entretient aussi des relations amicales avec, entre autres Du Mu, Zhang Hu, Xu Ning. Il échoue aux examens de jinshi en 813 et retourne à Wujiang. Son ami Li He écrit une chanson pour marquer son départ : « L’intellectuel Shen Yazhi, en l’année 7 de l’ère Yuanhe (813), échoua aux examens et retourna à Wujiang. ».
Deux ans plus tard, en 815, il réussit les examens impériaux et obtient le titre de jinshi. Le gouverneur de Jingyuan, Li Hui, le recrute comme secrétaire principal. En juillet 815, Li Hui meurt soudainement et Yazhi est révoqué de son poste et retourne dans son village natal. Puis, il occupe différentes fonctions : correcteur principal du ministère des Écritures ,, magistrat de Liangyang, assistant-gouverneur de la milice du Fujian (chargé exclusivement des affaires de l’inspecteur du Fujian).
En 829, en l’année 3 de l’ère Dahe, lorsque Bai Qi occupe le poste de commissaire de la province de Dezhou, il nomme Yazhi au poste de juge. Cependant, Bai Qi est démis de ses fonctions après avoir tué illégalement le général rebelle Li Tongjie et Yazhi est également rétrogradé au poste de fonctionnaire de Nankang. Il termine sa carrière en tant que secrétaire à Yingzhou,.

## Écrivain
Shen Yazhi excelle dans la poésie, la prose et les récits légendaires. Il est très estimé pour son talent littéraire. Li He le qualifiait dans un poème de « talentueux lettré de Wuxing » ( WuXing cairen , 吴兴才人). Plusieurs auteurs, dont Li He, Jia Dao et Zhang Hu lui ont écrit des poèmes. Seulement une vingtaine de ses poèmes ont survécu, dont Village en hiver (村居). Il est l'auteur de Recueil de Shen Xiaxian (沈下贤集), qui comprend douze volumes ; ce recueil inclut des poèmes et des fu, des textes et écrits variés, des récits, des lettres, etc.

### Poème

#### Vie au village(村居)
| Chinois 有树巢宿鸟， 无酒共客醉。 月上蝉韵残， 梧桐阴绕地。                   | Traduction libre Il y a des oiseaux perchés dans le nid, Pas de vin pour s’enivrer avec les invités. La lune monte, le chant des cigales s’estompe L’ombre des paulownias serpente le sol.                                                                             |
| 独出村舍门， 吟剧微风起。 萧萧芦荻丛， 叫啸如山鬼。 应缘我憔悴， 为我哭秋思。 | Seul je sors à la porte de ma chaumière, Chantant des vers pendant qu’une brise légère se lève. Parmi les roseaux le vent souffle, Des cris résonnent comme des fantômes de la montagne. Peut-être pleurent-ils ma mélancolie, Et gémissent sur mes pensées d’automne. |